# Torre degli Albizi

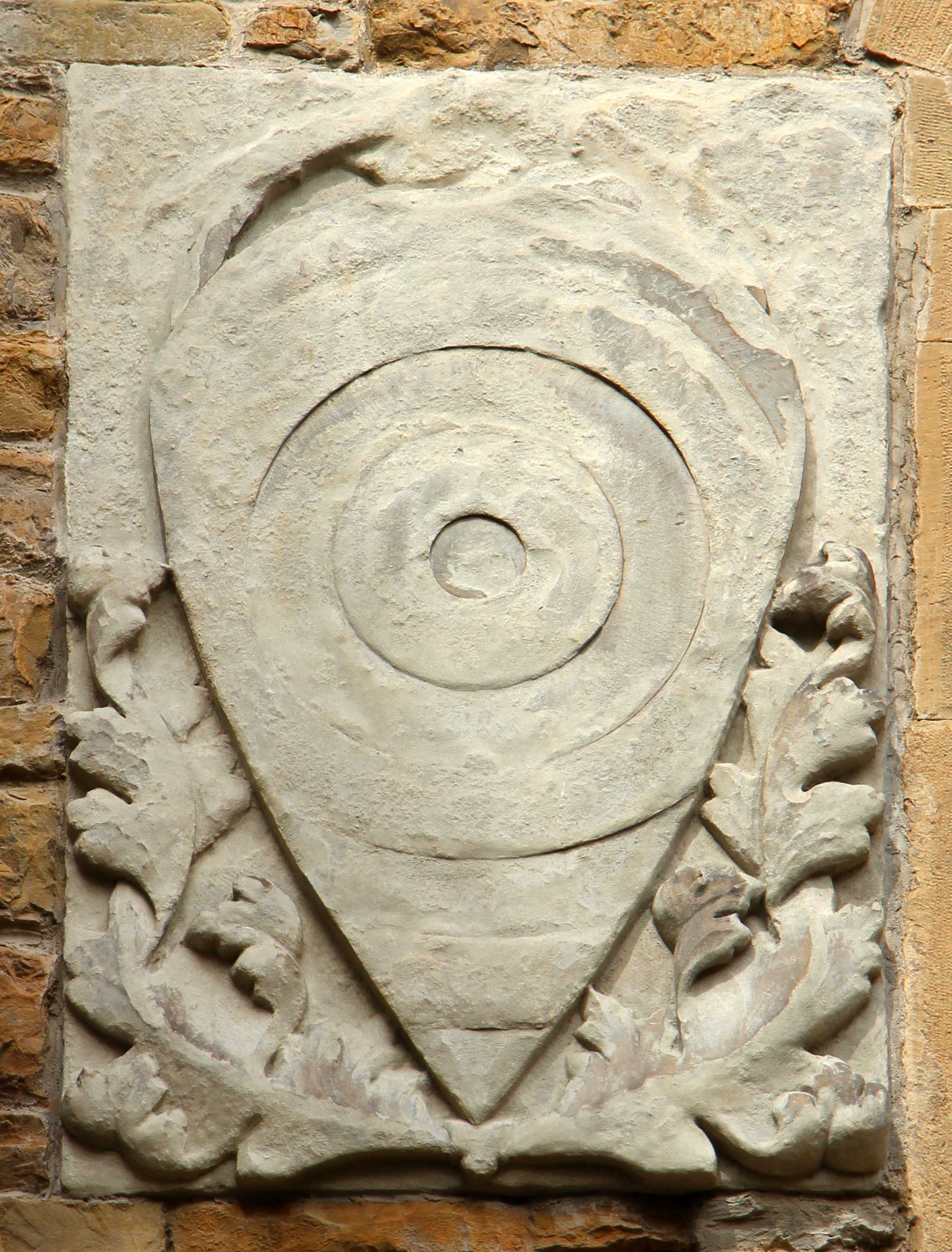
Stemma Albizzi sulla facciata

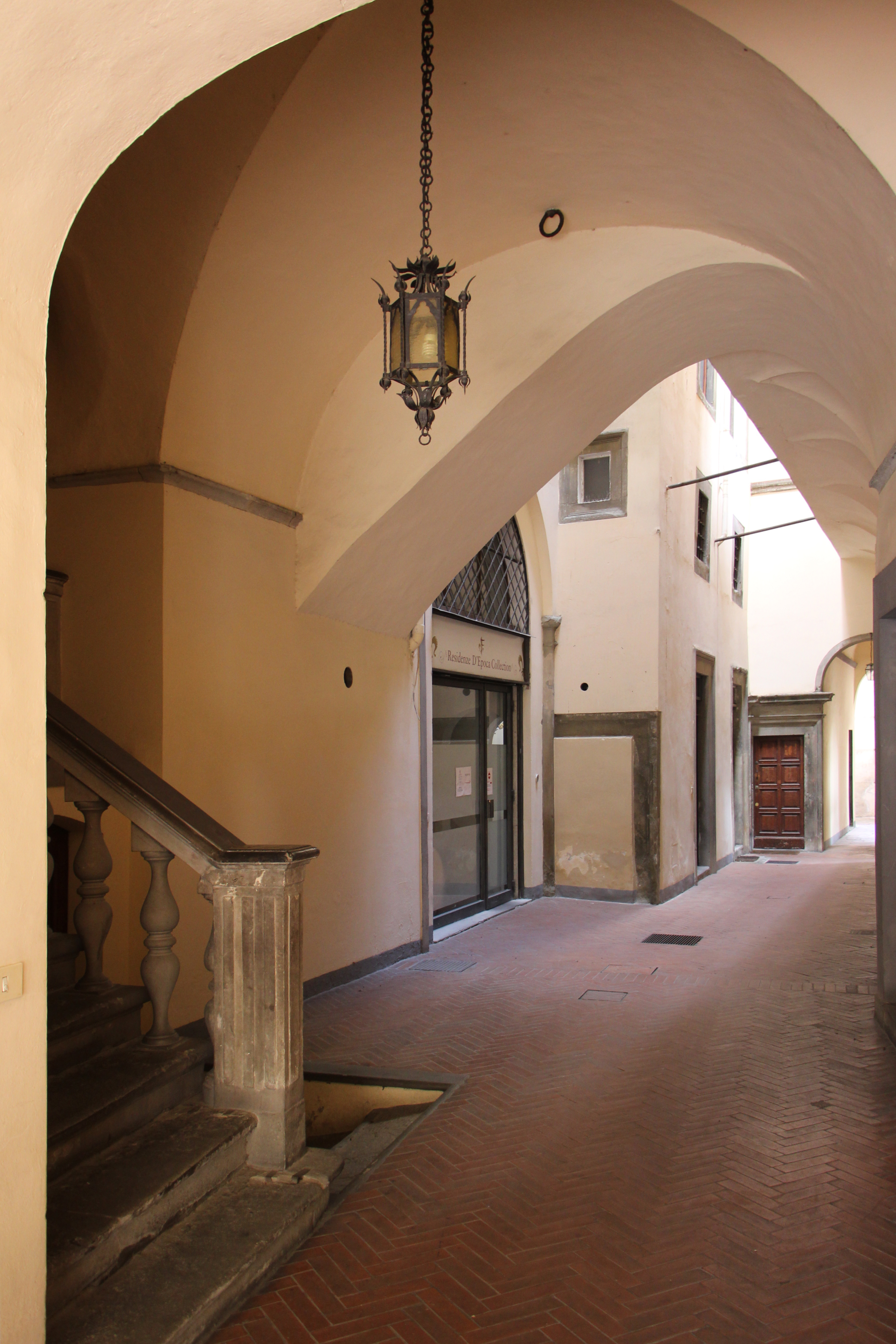
L'androne

La torre degli Albizi è un edificio storico del centro di Firenze, situata in borgo Albizi 14, tra il palazzo e la casa degli Albizi, e davanti all'ex-loggia degli Albizi in piazzetta Piero Calamandrei. L'edificio è sottoposto a vincolo architettonico.

## Storia e descrizione
L'edificio si presenta attualmente sulla via quale estrema porzione sinistra del palazzo degli Albizi (al 12), a guardare verso la piazzetta attualmente intitolata a Piero Calamandrei. In pietra a filaretto, mostra caratteri tipicamente trecenteschi e documenta quanto resta di una antica torre sempre degli Albizzi, scapitozzata, ridotta a tre piani e fortemente restaurata. 
Oltre alle modifiche intercorse nel tempo alla struttura, da ricordare, sulla scorta dell'indicazione offerta da Leonardo Ginori Lisci, come la torre sia stata interessata, al pari del vicino palazzo Albizi, da un intervento di recupero dell'architetto Emilio Dori nei primi anni settanta del Novecento, nel corso del quale "sono stati ripristinati molti pietrami autentici, ed è stata aperta una artistica loggetta terrena". Altri lavori sono stati condotti negli interni tra il 1985 e il 1989 dallo stesso Dori e dall'architetto Giancarlo Facchini. 
Dall'ingresso si accede a una piccola e articolata corte, tramite la quale si giunge a un cortile ancora più interno, in ambedue i casi segnati da elementi architettonici del XVI e XVII secolo, a loro volta interessati dai molti lavori che nel corso del Settecento hanno coinvolto sia la torre sia il palazzo Albizi, fino a far perdere a questa porzione della fabbrica la sua originaria configurazione. 
Sulla facciata, a sinistra, è uno scudo con l'arme degli Albizzi (di nero, a due cerchi concentrici d'oro). Nei primi anni del Novecento, all'ultimo piano dell'edificio, abitò lo scrittore Giovanni Papini, in un appartamento ricordato dall'amico Giuseppe Prezzolini "per via di due finestre sul davanti che guardavan a spiombo su una piazzetta e aprivan quindi una gran vista sui tetti e sulle torri di Firenze medievale".